# Biełooziorskij
Biełooziorskij – osiedle typu miejskiego w Rosji, w obwodzie moskiewskim. Położone na terenie Niziny Mieszczorskiej.
Herb miasta przedstawia skrzydlatą strzałę, która znajduje się na niebieskiem tle. Natomiast flaga Biełooziorskiego jest prostokątną niebieską tkaniną z umieszczonej na środku strzałą z herbu miasta. W 2009 liczyło 18 050 mieszkańców.